# Pastor de Bosnia-Herzegovina y Croacia
Tornjak (pronunciado Torñac) es una raza de perro pastor de montaña nativo de Bosnia y Herzegovina, sobre todo de la zona central de Bosnia,  los alrededores de la montaña Vlašić Era el perro de trashumancia de los pastores valacos en Bosnia y Croacia.
 Tor significa corral en serbocroata.

## Apariencia
El Tornjak es un perro de tipo moloso, grande y fuerte, bien proporcionado y ágil. La forma de su cuerpo es casi cuadrada. Sus huesos no son ligeros, pero tampoco especialmente pesados ni gruesos y su pelaje es largo y denso y protege al cuerpo contra las malas condiciones ambientales en que se ha criado tradicionalmente. El cuerpo de este perro es fuerte y bien construido, con movimientos armoniosos y con clara dignidad. Su cola es peluda y va en alto como una bandera.
El Tornjak tiene una mirada clara, confiada, seria y calmada. En general su manto es largo pero tiene pelo corto en la cara y patas con la parte superior larga, lacia, gruesa y dura, siendo especialmente larga en la parte más alta de la grupa, sobre los hombros y en el lomo puede ser algo ondulada.
En el hocico y la frente, hasta la línea imaginaria que une los oídos, sobre los orejas y en las partes delanteras de patas y pies es corto. Es sobre todo abundante alrededor del cuello (como una melena), densa y larga sobre los muslos superiores (como bombachos). El pelaje interior es en invierno largo, grueso y con una agradable textura lanosa.

## Temperamento
Generalmente calmado, nada nervioso ni agresivo, se trata de un perro estoico, duro y robusto. En un primer vistazo puede parecer un animal indiferente al entorno, pero cuando la situación lo necesita, es un perro vigilante y que alerta como debe. Por otra parte, con su familia humana es muy emocional.

## F.C.I.
- Federación Cinológica Internacional: Grupo Sección 2.2 #355 (Molosoides)